# Мідденмер
Мідденмер (нід. Middenmeer) — село в нідерландській провінції Північна Голландія. Входить до муніципалітету Голландс-Крон.
Мідденмеєр було засноване у 1932 році під назвою Слюїс III. Поруч із селом знаходився військовий аеродром Мідденмеер часів Другої світової війни, який використовувався Ie Verkenningsgroep Королівських ВПС Нідерландів. Зараз у Мідденмеєрі є аеродром для легких і надлегких літаків - аеродром Мідденмеєр.
1 липня 1941 року Вірінгермеєр став муніципалітетом, а його першим мером став ір. С. Смедінг.
17 квітня 1945 року німецькі окупаційні війська підірвали дамби польдеру Верингермеєра, і місто було затоплене. Мідденмеєр, а також сусідні села довелося евакуювати.
11 грудня 1945 року польдер знову висох.
Його площа становить 70,76 км², а населення станом на 2021 рік складало 4 290 осіб.